# آيت عثمان آيت بوبكر (آيت يدين)
آيت عثمان آيت بوبكر هي إحدى مشيخات المملكة المغربية، تتبع جغرافيا لإقليم الخميسات وإداريًا لآيت يدين. يقدر عدد سكانها بـ 10168 نسمة حسب الإحصاء الرسمي للسكان والسكنى لسنة 2004.